# Mervyn MacDonnell

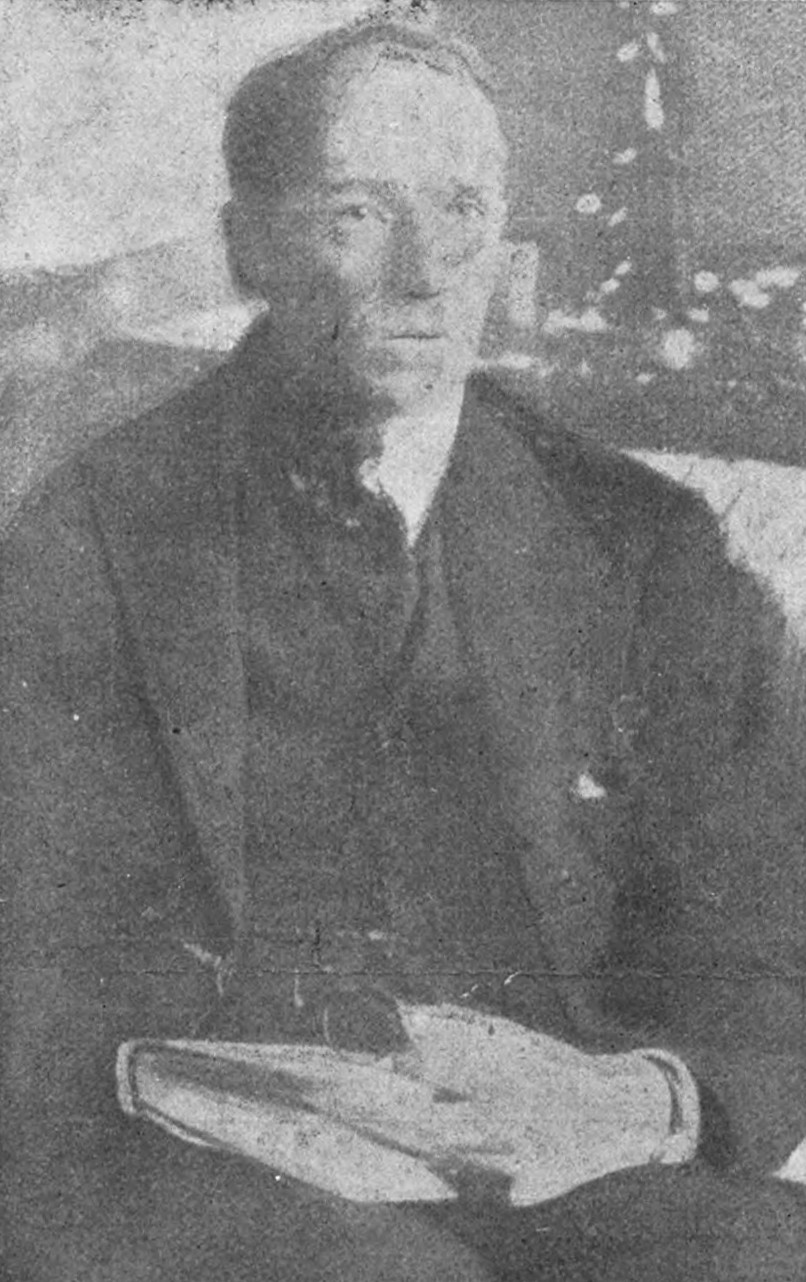
Mervyn MacDonnell (ok. 1925)

Mervyn Sorley MacDonnell (ur. 24 lipca 1880 w Sligo, zm. 22 marca 1949 w Bath) – brytyjski dyplomata, Wysoki Komisarz Ligi Narodów w Wolnym Mieście Gdańsku.
Wychowanek szkół w Elstree i Cheltenham. Po ukończeniu Trinity College w Dublinie, w l. 1905-1912 w brytyjskiej służbie w Sudanie, 1912-1923 w Egipcie, 1920-23 zarządzał jedną z prowincji (Western Desert Province). 22 lutego 1923 objął urząd Wysokiego Komisarza Ligi Narodów w Gdańsku na miejsce gen. Richarda Hakinga. Po zakończeniu misji w Gdańsku (21 lutego 1926) był m.in. specjalnym komisarzem ds. osadnictwa granicznego w Transjordanii (1931) i reprezentantem BBC na plebiscycie w Terytorium Saary. Odznaczony Orderem Imperium Brytyjskiego (OBE).